# 興真寺
興真寺（こうしんじ）は、富山県南砺市（旧利賀村）利賀地区にある真宗本願寺派の寺院である。

## 歴史
五箇山地域に浄土真宗が広まったのは15世紀後半頃であるが、当初これを主導したのは越前国（現福井県）の和田本覚寺であった。この頃、本願寺5代綽如の庶子筋が越前国を中心に北陸一帯で布教を行っており、五箇山に教線を広げたのも和田本覚寺に代表される「北国一家衆（綽如の庶系子孫）」であった。
一方、これに遅れて五箇山に教線を伸ばしたのが京の今小路常楽寺で、主に東部の利賀谷・小谷に門徒を増やした。越中国内の常楽寺下寺院に室牧称念寺（現富山市八尾町。後に高岡市に移る）があり、常楽寺は八尾から山を越えて利賀谷に入り、更に小谷まで進出したのではないかと推測されている。常楽寺門徒は利賀谷・小谷双方とも中央部に多く、北部は井波瑞泉寺の、南部は坂上西勝寺の勢力圏であったために門徒拡大が困難であったようである。
天文21年（1552年）10月27日付五箇山十日講起請文には五箇山各村の有力者の署名があるが、下利賀の有力者（＝興真寺の始祖）に該当する人物の署名がない。ただし、「利賀谷」の筆頭署名者である「又大郎家長」こそが下利賀道場＝興真寺の始祖ではないかとする説がある。
戦国時代を通じて常楽寺は本願寺とともに各地を転々としており、常楽寺が五箇山の門徒教化に直接携わることができなかった。そこで砺波郡の常楽寺下有力寺院である清水真光寺（現小矢部市）が五箇山の門徒を取りまとめるようになり、やがて五箇山の常楽寺門徒はほとんどが真光寺門徒に転じた。その後本願寺の東西分裂騒動が起こと、真光寺も東方の池尻真光寺（現南砺市旧井口村）と西方の杉木新町真光寺（現砺波市出町）に分裂し、五箇山の門徒も両派に分かれた。更にこの時、小谷の下出・大崩島・渡原集落は西本願寺に訴え出て直参門徒となり、越中西本願寺派の触頭である伏木勝興寺の頂かりという形となった。
興寺の前身は常楽寺門徒から杉木新村真光寺に転じた下利賀道場で、寛政年間の「五ケ山之道場しらべ」にも「礪波郡杉木新町村真光寺道場　下利賀村　助左衛門」と記されている。この助左衛門家が代々道場坊を務め、明治維新後は野原氏を称した。昭和40年（1965年）には「興真寺」の寺号を許され、同年に建造された本堂が現在も用いられている。

## 五箇山の常楽寺下道場
上述したように興真寺は常楽寺下の道場として始まった寺院であり、利賀谷から小谷にわたる地域に元常楽寺下道場が多く分布する。常楽寺下道場はその後清水真光寺下に移行したが、本願寺の東西分裂の影響を受け、1.東方に属する池尻真光寺下道場、2.西方に属する出町真光寺下道場、3.西本願寺直参となり勝興寺預りとなった道場、の三派に別れて現代に至っている。
| 戦国時代        | 戦国時代   | 江戸時代            | 江戸時代   | 近現代          | 近現代       |
| --------------- | ---------- | ------------------- | ---------- | --------------- | ------------ |
| 今小路 常楽寺下 | 下利賀道場 | 杉木新町村 真光寺下 | 下利賀道場 | 利賀興真寺      | 利賀興真寺   |
| 今小路 常楽寺下 | 北豆谷道場 | 杉木新町村 真光寺下 | 北豆谷道場 | 北豆谷斎光寺    | 北豆谷斎光寺 |
| 今小路 常楽寺下 | 大豆谷道場 | 杉木新町村 真光寺下 | 大豆谷道場 | 大豆谷真聞寺    | 大豆谷真聞寺 |
| 今小路 常楽寺下 | 押場道場   | 杉木新町村 真光寺下 | 押場道場   | 押場誠願寺      | 押場誠願寺   |
| 今小路 常楽寺下 | 入谷道場   | 杉木新町村 真光寺下 | 入谷道場   | 出町 真光寺下   | 入谷道場     |
| 今小路 常楽寺下 | -          | 杉木新町村 真光寺下 | -          | 出町 真光寺下   | 東中江道場   |
| 今小路 常楽寺下 | 大崩島道場 | 杉木新町村 真光寺下 | 大崩島道場 | 出町 真光寺下   | 大崩島道場   |
| 今小路 常楽寺下 | 大崩島道場 | 池尻 真光寺下       | 大崩島道場 | 池尻 真光寺下   | 大崩島道場   |
| 今小路 常楽寺下 | -          | 池尻 真光寺下       | 渡原道場   | 池尻 真光寺下   | 渡原道場     |
| 今小路 常楽寺下 | 下出道場   | 古国府 勝興寺預     | 下出道場   | 古国府 勝興寺預 | 下出道場     |
| 今小路 常楽寺下 | 寿川道場   | 古国府 勝興寺預     | 寿川道場   | 古国府 勝興寺預 | 寿川道場     |

## 近隣情報
- 利賀市民センター
- 道の駅利賀
- 味茶房 とがとが
- 南砺市利賀福祉医療センター

同じ利賀集落内にあり、徒歩数分で行き来できる。